# Des Moines (lớp tàu tuần dương)
Lớp tàu tuần dương Des Moines là một lớp tàu tuần dương hạng nặng của Hải quân Hoa Kỳ được đưa ra hoạt động vào những năm 1948- 1949. Kế hoạch ban đầu dự định đóng 12 chiếc, nhưng chỉ có ba chiếc được hoàn tất, số còn lại bị hủy bỏ do Chiến tranh Thế giới thứ hai đã kết thúc. Chúng là những tàu tuần dương toàn súng lớn cuối cùng và cũng là lớn nhất của Hải quân Mỹ.

## Thiết kế
Được cải tiến từ thiết kế của lớp tàu tuần dương hạng nặng Baltimore, chúng lớn hơn, cách bố trí hệ thống động lực được cải thiện, và mang một kiểu tháp pháo 203 mm (8 inch)/55 caliber Mark 16 thiết kế mới toàn bộ. Kiểu pháo Mark 16 của dàn pháo chính là loại pháo 8 inch tự động nạp đạn đầu tiên được đưa ra sử dụng cùng Hải quân Mỹ, cho phép có một tốc độ bắn cao hơn nhiều so với những thiết kế trước đó, cho phép bắn 10 phát mỗi phút cho mỗi nòng pháo, khoảng gấp đôi khả năng của tháp pháo Mark 12 của lớp Baltimore. Cơ cấu nạp tự động có khả năng hoạt động ở mọi góc nâng, cho phép những khẩu pháo cỡ nòng lớn này một số khả năng phòng không. Trong khi dàn pháo hạng hai gồm sáu tháp pháo 127 mm (5 inch)/38 Mark 12 đa dụng nòng đôi vẫn không thay đổi so với những lớp lớp Oregon City và Baltimore dẫn trước, lớp Des Moines trang bị một dàn hỏa lực phòng không cỡ nòng nhỏ mạnh hơn, bao gồm 12 khẩu 76 mm (3 inch)/50 Mark 27 nòng đôi, sau này được nâng lên Mark 33, vượt trội hơn so với những khẩu đội Bofors 40 mm bốn nòng của lớp trước đó.

## Lịch sử hoạt động
Ba chiếc thuộc lớp tàu này đã được hoàn tất: Des Moines (CA-134), Salem (CA-139) và Newport News (CA-148). Hai chiếc đầu được cho ngừng hoạt động tương ứng vào năm 1959 và 1961, nhưng Newport News được giữ lại phục vụ cho đến năm 1975, trở thành chiếc tàu tuần dương toàn súng lớn cuối cùng còn hoạt động của Hải quân Mỹ. Salem hiện đang là một tàu bảo tàng tại Quincy, Massachusetts. Newport News bị tháo dỡ vào năm 1993, rồi đến lượt Des Moines bị tháo dỡ vào năm 2006-2007. Dallas (CA-140) và tám chiếc khác với ký hiệu lườn từ CA-141 đến CA-143 và CA-149 đến CA-153 bị hủy bỏ sau khi Chiến tranh Thế giới thứ hai kết thúc.

## Những chiếc trong lớp
| Tàu                   | Đặt lườn            | Hạ thủy             | Hoạt động            | Số phận                                                                                 |
| Des Moines (CA-134)   | 28 tháng 5 năm 1945 | 27 tháng 9 năm 1946 | 16 tháng 11 năm 1948 | Ngừng hoạt động 6 tháng 7 năm 1961; tháo dỡ 2007                                        |
| Salem (CA-139)        | 4 tháng 7 năm 1945  | 25 tháng 3 năm 1947 | 14 tháng 5 năm 1949  | Ngừng hoạt động 30 tháng 1 năm 1959; hiện là một tàu bảo tàng tại Quincy, Massachusetts |
| Dallas (CA-140)       |                     |                     |                      | Việc chế tạo bị hủy bỏ                                                                  |
| CA-141 đến CA-143     |                     |                     |                      | Chưa đặt tên, việc chế tạo bị hủy bỏ                                                    |
| Newport News (CA-148) | 1 tháng 11 năm 1945 | 6 tháng 3 năm 1948  | 29 tháng 1 năm 1949  | Ngừng hoạt động 27 tháng 6 năm 1975; tháo dỡ 1993                                       |
| CA-149                |                     |                     |                      | Chưa đặt tên, việc chế tạo bị hủy bỏ                                                    |
| Dallas (CA-150)       |                     |                     |                      | Việc chế tạo bị hủy bỏ                                                                  |
| CA-151 đến CA-153     |                     |                     |                      | Chưa đặt tên, việc chế tạo bị hủy bỏ                                                    |